# Pillow Talk
 Pillow talk és una pel·lícula estatunidenca de Michael Gordon, estrenada el 1959.
El 2009, va ser elegida per ser guardada en el National Film Registry de la Biblioteca del Congrés dels Estats Units

## Argument
Brad Allen, compositor, i Jan Morrow, decoradora, comparteixen la mateixa línia telefònica sense haver-se trobat mai. Jan està exasperada amb Brad, que monopolitza la línia per parlar de les seves conquestes. Un dia, Brad la reconeix i es fa passar per un altre, tot i que ignora la seva autèntica identitat.

## Producció
La pel·lícula va ser produïda per l'Arwin Productions i per l'Universal International Pictures.

## Distribució
Distribuïda per l'Universal Pictures, la pel·lícula va ser estrenada als cinemes dels EUA el 7 d'octubre després de l'estrena, a Nova York el 6 d'octubre de 1959.

## Repartiment
- Rock Hudson: Brad Allen
- Doris Day: Jan Morrow
- Tony Randall: Jonathan Forbes
- Thelma Ritter: Alma
- Nick Adams: Tony Walters
- Julie Meade: Marie
- Allen Jenkins: Harry
- Marcel Dalio: Pierot
- Hayden Rorke: Mr. Conrad
- Lee Patrick: Sra. Walters

## Premis i nominacions

### Premis
- 1960. Oscar al millor guió original per Clarence Greene, Maurice Richlin, Russell Rouse, Stanley Shapiro

### Nominacions
- 1960. Oscar a la millor actriu per Doris Day
- 1960. Oscar a la millor actriu secundària per Thelma Ritter
- 1960. Oscar a la millor banda sonora per Frank De Vol
- 1960. Oscar a la millor direcció artística per Richard H. Riedel, Russell A. Gausman i Ruby R. Levitt
- 1960. Globus d'Or a la millor actriu musical o còmica per Doris Day
- 1960. Globus d'Or al millor actor secundari per Tony Randall